# Philip Haglund
Philip Thomas Jesper Haglund, född 22 mars 1987 i Västerleds församling, är en före detta svensk fotbollsspelare som senast spelade för IF Brommapojkarna.

## Klubbkarriär
Haglund har IF Brommapojkarna som moderklubb och spelade från säsongen 2006 till 2020 på elitnivå (Superettan och Allsvenskan) i det svenska seriesystemet. Han har också varit utlånad till Gröndals IK under några sommarveckor 2006. Under "debutsäsongen" 2006 gjorde han bara inhopp. I BP:s första allsvenska säsong (2007) fick han starta i 6 matcher. Säsongen därpå i Superettan 2008 närmade han sig en ordinarie plats i lagets startelva med 12 starter. Under säsongen 2009 i Allsvenskan var han helt ordinarie med starter i samtliga matcher och ledde den interna skytteligan inför den avslutande omgången. Under säsongen gjorde han 7 mål. I november 2009 inkom ett bud från IFK Göteborg som dock förkastades av IF Brommapojkarnas klubbdirektör Ola Danhard.
9 januari 2010 blev han klar för spel i holländska SC Heerenveen.
28 juni 2011 återvände Haglund till Allsvenskan efter att ha skrivit på ett kontrakt för IFK Göteborg.
4 december 2014 skrev Haglund på ett tvåårskontrakt med den Allsvenska klubben Hammarby IF.
I januari 2017 värvades Haglund av IK Sirius. Haglund utsågs av Sirius supporterförening Västra Sidan till bäste spelare i Sirius 2018.
2020 skrev han på för sin moderklubb IF Brommapojkarna. Han var dock skadad under vårsäsongen så kunde börja spela först efter sommaren. Det blev därför bara 17 matcher (och 8 mål). Kontraktet för BP sträckte sig bara 1 år så när säsongen tog slut blev Philip kontraktslös. 
I juli 2021 finns ännu inget beslut om att karriären, som fotbollsspelare, är över men han dras med en ilsken knäskada och är fortfarande kontraktslös!
Efter sommaren 2021 beslutade sig Haglund för att avsluta karriären, efter att  ha slitit med skadebekymmer under hela året. Den 17 september tackades han av inför publiken på Grimsta IP.

## Landslagskarriär
14 december 2009 blev han uttagen till det svenska A-landslaget som i januari 2010 reste till Oman för två träningsmatcher. Dock kunde inte Haglund följa med på grund av sin övergång till Heerenveen.

## Säsongsfacit: seriematcher / mål
- 2020: 17 / 8 (IF Brommapojkarna, Division 1)
- 2019: 29 / 7 (IK Sirius, Allsvenskan)
- 2018: 27 / 10 (IK Sirius, Allsvenskan)
- 2017: 23 / 4 (IK Sirius, Allsvenskan)
- 2016: 23 / 3 (Hammarby IF, Allsvenskan)
- 2015: 26 / 0 (Hammarby IF, Allsvenskan)
- 2014: 7 / 0 (IFK Göteborg, Allsvenskan)
- 2013: 28 / 7 (IFK Göteborg, Allsvenskan)
- 2012: 24 / 0 (IFK Göteborg, Allsvenskan)
- 2011: 8 / 1 (IFK Göteborg, Allsvenskan)
- 2010: 13 / 1 (SC Heerenveen, Eredivisie)
- 2009/10: 12 / 0 (SC Heerenveen, Eredivisie)
- 2009: 28 / 7 (BP, Allsvenskan)
- 2008: 15 / 4 (BP, Superettan)
- 2007: 15 / 1 (BP, Allsvenskan)
- 2006: 13 / 2 (BP, Superettan)

## Personligt
Haglund är utbildad civilekonom, och har läst på Handelshögskolan i Stockholm. Han har varit spelarkrönikör i fotbollsmagasinet Offside men slutade med det uppdraget november 2012.
Haglund är också entreprenör. Han startade 2015 företaget Gimi som han driver vid sidan av fotbollen. 2019 utsågs han till topp 10 bland Sveriges Supertalanger av Veckans Affärer.